# Lago Sevier
El lago Sevier (del inglés: Sevier Lake), pronunciación en inglés: /sɛˈvɪər/ es un lago endorreico e intermitente del interior de los Estados Unidos que se encuentra en la parte más baja del desierto Sevier, en el condado de Millard, en Utah. Como el Gran Lago Salado y el lago Utah, es un remanente del desaparecido lago Bonneville, un antiguo lago prehisórico del Pleistoceno. El lago Sevier es alimentado principalmente por los ríos Sevier (616 km) y Beaver, y tiene ingresos adicionales desde algunos de los lagos  que forman parte de la subregión hidrológica Escalante-Sevier.
El lago ha estado mayormente seco en tiempos en los que hay registros históricos y es una fuente de polvo en las tormentas de polvo que con frecuencia barren la región metropolitana de Wasatch Front.

## Historia

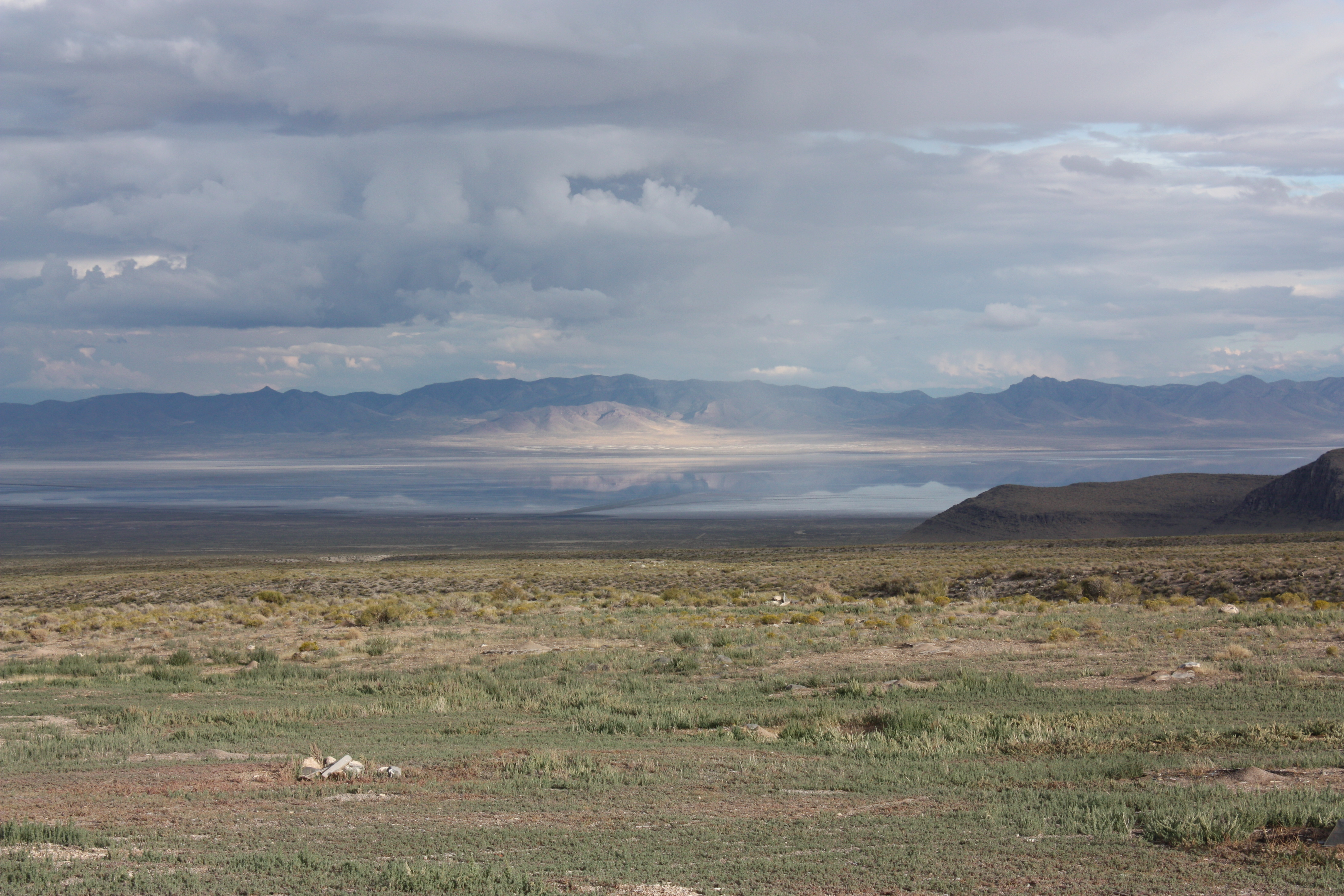
El lago después de una tormenta de verano (sep. 2013)

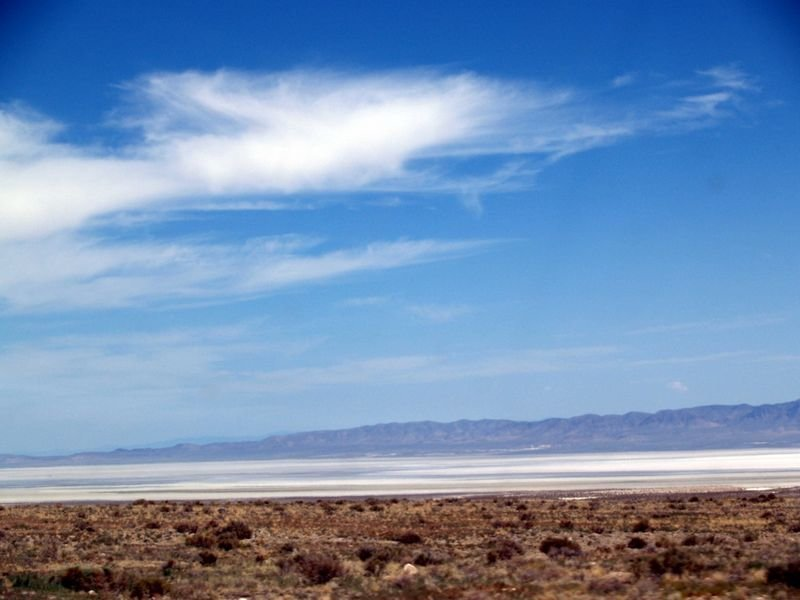
El lago visto desde la US 50 en 2009.

La expedición de Domínguez y Escalante de 1776 lo llamó «Laguna de Miera», por el cartógrafo de la expedición, Bernardo Miera y Pacheco. En 1825, los tramperos que trabajan para William Henry Ashley estuvieron en la región, y Jedediah Smith lo llamó en su honor, «lago Ashle»y. En algunos mapas de mediados del siglo XIX, lleva el nombre de Joseph Nicollet (1786–1843, un geógrafo francés que cartografió el curso alto del Missisipí). El lago actualmente lleva el nombre del río que lo alimenta, una corrupción del español "rio Severo", un nombre local que le dieron algunos primeros exploradores españoles.
La primera observación de la que hay registros fue en 1872, que establecía que la superficie del lago era de 490 km², con una salinidad medida en 86 partes por mil, dos y media veces mayor que la del océano, y una profundidad máxima de 4,6 m. En enero de 1880 el lago estaba casi seco, y así permaneció durante los siguientes uno o dos años. El río Sevier, que antes fluía en el lago, ahora se desvía en gran medida para la irrigación. En 1987, sin embargo, el lago era más similar a la descripción registrada de 1872.

## Aguas
A finales de 2011, debido a un año inusualmente húmedo, muchos embalses artificiales en el condado de Millard comenzaron a verter el exceso de agua a través del río Sevier en el lecho seco del lago Sevier. Las aguas permanecieron de forma permanente en las playas por primera vez desde 1984 y se extendieron más allá de Needle Point, que es el accidente que se ve en el borde oeste del lago. En los puntos más profundos, el niveles del agua tenía más de tres metros de profundidad. Debido al alto contenido de salinidad, de más del 20% TDS, el agua nunca se congeló por completo aunque hubo temperaturas invernales muy por debajo del cero, excepto cerca de la entrada del río Sevier.

## Minería de potasio
Actualmente, está en fase de proyecto abrir una mina de sulfato de potasio en el lago Sevier. El proyecto está liderado por la compañía minera Emerald Peak Minerals (EPM). Las prospecciones extensivas ya se ha completado en toda la playa y en 2013 la EPM anunció una estimación de recursos de 31 486 millones de toneladas de sulfato de potasio.

## Clima
| Parámetros climáticos promedio de el lago Sevier, Utah, en los años 1987-1993 (altitud 1386 m) | Parámetros climáticos promedio de el lago Sevier, Utah, en los años 1987-1993 (altitud 1386 m) | Parámetros climáticos promedio de el lago Sevier, Utah, en los años 1987-1993 (altitud 1386 m) | Parámetros climáticos promedio de el lago Sevier, Utah, en los años 1987-1993 (altitud 1386 m) | Parámetros climáticos promedio de el lago Sevier, Utah, en los años 1987-1993 (altitud 1386 m) | Parámetros climáticos promedio de el lago Sevier, Utah, en los años 1987-1993 (altitud 1386 m) | Parámetros climáticos promedio de el lago Sevier, Utah, en los años 1987-1993 (altitud 1386 m) | Parámetros climáticos promedio de el lago Sevier, Utah, en los años 1987-1993 (altitud 1386 m) | Parámetros climáticos promedio de el lago Sevier, Utah, en los años 1987-1993 (altitud 1386 m) | Parámetros climáticos promedio de el lago Sevier, Utah, en los años 1987-1993 (altitud 1386 m) | Parámetros climáticos promedio de el lago Sevier, Utah, en los años 1987-1993 (altitud 1386 m) | Parámetros climáticos promedio de el lago Sevier, Utah, en los años 1987-1993 (altitud 1386 m) | Parámetros climáticos promedio de el lago Sevier, Utah, en los años 1987-1993 (altitud 1386 m) | Parámetros climáticos promedio de el lago Sevier, Utah, en los años 1987-1993 (altitud 1386 m) |
| Mes                                                                                            | Ene.                                                                                           | Feb.                                                                                           | Mar.                                                                                           | Abr.                                                                                           | May.                                                                                           | Jun.                                                                                           | Jul.                                                                                           | Ago.                                                                                           | Sep.                                                                                           | Oct.                                                                                           | Nov.                                                                                           | Dic.                                                                                           | Anual                                                                                          |
| ---------------------------------------------------------------------------------------------- | ---------------------------------------------------------------------------------------------- | ---------------------------------------------------------------------------------------------- | ---------------------------------------------------------------------------------------------- | ---------------------------------------------------------------------------------------------- | ---------------------------------------------------------------------------------------------- | ---------------------------------------------------------------------------------------------- | ---------------------------------------------------------------------------------------------- | ---------------------------------------------------------------------------------------------- | ---------------------------------------------------------------------------------------------- | ---------------------------------------------------------------------------------------------- | ---------------------------------------------------------------------------------------------- | ---------------------------------------------------------------------------------------------- | ---------------------------------------------------------------------------------------------- |
| Temp. máx. abs. (°C)                                                                           | 20                                                                                             | 20.6                                                                                           | 25.6                                                                                           | 30                                                                                             | 32.8                                                                                           | 38.9                                                                                           | 40                                                                                             | 38.9                                                                                           | 34.4                                                                                           | 30.6                                                                                           | 25                                                                                             | 15.6                                                                                           | 40                                                                                             |
| Temp. máx. media (°C)                                                                          | 2                                                                                              | 4.8                                                                                            | 13.7                                                                                           | 18.7                                                                                           | 23.9                                                                                           | 30.8                                                                                           | 35.7                                                                                           | 32.9                                                                                           | 28.2                                                                                           | 21.2                                                                                           | 9.7                                                                                            | 2.3                                                                                            | 18.7                                                                                           |
| Temp. mín. media (°C)                                                                          | -12.8                                                                                          | -10.2                                                                                          | -0.8                                                                                           | 1.9                                                                                            | 6                                                                                              | 11.2                                                                                           | 16.4                                                                                           | 13.3                                                                                           | 7.9                                                                                            | 2.4                                                                                            | -4.7                                                                                           | -11.8                                                                                          | 1.6                                                                                            |
| Temp. mín. abs. (°C)                                                                           | -27.8                                                                                          | -35                                                                                            | -12.8                                                                                          | -10                                                                                            | -3.9                                                                                           | 0                                                                                              | 9.4                                                                                            | -1.1                                                                                           | -2.2                                                                                           | -6.7                                                                                           | -21.7                                                                                          | -29.4                                                                                          | -35                                                                                            |
| Precipitación total (mm)                                                                       | 9.7                                                                                            | 9.9                                                                                            | 26.7                                                                                           | 11.7                                                                                           | 19.8                                                                                           | 14.2                                                                                           | 9.7                                                                                            | 19.1                                                                                           | 12.4                                                                                           | 22.6                                                                                           | 11.4                                                                                           | 9.1                                                                                            | 176.8                                                                                          |
| Nevadas (cm)                                                                                   | 12.7                                                                                           | 13.5                                                                                           | 5.1                                                                                            | 0                                                                                              | 0                                                                                              | 0                                                                                              | 0                                                                                              | 0                                                                                              | 0                                                                                              | 0                                                                                              | 4.1                                                                                            | 17.5                                                                                           | 52.8                                                                                           |
| Fuente: The Western Regional Climate Center                                                    |                                                                                                |                                                                                                |                                                                                                |                                                                                                |                                                                                                |                                                                                                |                                                                                                |                                                                                                |                                                                                                |                                                                                                |                                                                                                |                                                                                                |                                                                                                |